# Bay (Somàlia)
Bay (somali: Bay; àrab: باي, Bāy) és una regió administrativa (gobolka) al sud de Somàlia. La seva capital es Baidoa. Limita amb les regions somalis de Bakool, Hiiraan, Shabeellaha Hoose, Jubbada Dhexe i Gedo. És una de les regions més poblades de Somàlia.
Del 1926 al 1960 fou part de la comissaria italiana de l'Alto Giuba i després de 1960 fins al 1982 de la província d'Alt Juba, sempre amb Baidoa com a capital. Fou creada com a regió el 1982, consistint llavors en quatre districtes:
- Baidoa (Baydhaba) (capital)
- Buurhakaba (Burhakaba)
- Qansaxdheere (Qansadhere)
- Diinsoor (Dinsor)

Més tard es va afegir:
- Berdaale

## Clans
El clan principal és el dels Rahanweyn (Digil i mirifle) que formen la majoria. També viuen a la regió els marehan, ajuran i altres.
- Mirifle
  - Siyeed
    - Boqolhore
    - Leysan
    - Hariin
    - Eelaay
    - Garwaale

  - Sagaal
    - Hadame
    - Luwaay
    - Yantaar
    - Hubeer
    - Geelidle
    - Eeyle
- Digil
  - Dabarre
  - Garre
- Marehan
- Facaye
- Jiidle
- Gaaljecel
- Ajuran
- Awr-male (ara un sub clan dels warsangeli però fins al 2002 un sub clan dels mirifle)
- Reer shabeelle

## Llengües
La principal llengua és el af may (o afmaay), una de les dues varietats del somali. També es parlen els dialectes afdabare, afgarre i maxaatiri de l'altra varietat.

## Història
El 1969 els militars van prendre el poder i van instaurar un estat socialista. Els partit foren prohibits i després fou establert el sistema de partit únic. Cap reewin (rahanweyn), majoritaris a Bay i Bakool, fou membre de la junta militar (25 membres el 1969) ni del comitè central del Partit Socialista Revolucionari Somali (1976).
El 1988 es va formar el Moviment Democràtic Somali (MDS) de base digil-mirifle (reewin). El 1990 quant es lliurava la guerra civil, els clans reewin no tenien accés a armes de foc, ja que no podien accedir a l'exèrcit. L'exèrcit de Barre en retirada va assolar la regió de Bay (1991) però el MDS amb les seves milícies se'n va assegurar el control; després els seguidors de Barre van tornar i va ocupar Baidoa l'estiu del 1991; el MSD es va dividir en dos faccions i una d'elles es van aliar als hawiye i altres clans dirigits per Mahdi i Aydid que tenien el control de Mogadiscio; a partir del 1992 els partidaris de Barre van cremar collites i pobles, van saquejar i matar gent i van desestructurar l'economia i es va produir una epidèmia de fam que va matar tres-centes mil persones. Contra el seguidors de Barre, als que el MDS no podia combatre, va venir la milícia d'Aydid del Congrés de la Somàlia Unificada, aliat d'una facció local, milícia que va actuar com a país ocupat i va destruir Baidoa que va canviar diverses vegades de mans; els clans hawiye (Aydid) i darod (sub clan marehan del que era membre Barre) es disputaren l'hegemonia a la regió.
Amb la intervenció de l'ONU la regió, afectada per la fam i la guerra, es va recuperar. L'abril de 1992 les dues faccions del MDS es van reconciliar dominant la regió al sortir els fidels de Barre, i el 7 de març de 1993 es va fer una conferència de reunificació a Baidoa. El març de 1995 l'ONU es va retirar de Somàlia.
El setembre de 1995 la milícia del clan habar gedir d'Aydid va tornar a establir-se a Baidoa i va ocupar tot el territori dels districtes de Bay i de Bakool. Amb les milícies locals es va formar l'Exèrcit de Resistència Rahanweyn (ERR) liderat pel general Hasan Muhammad Nur àlies Shargudud, que va començar a operar l'octubre. Amb ajut etíop l'Exèrcit de Resistència Rahanweyn va derrotar les forces d'Aydid a la batalla d'Huddur i va entrar a Baidoa el 6 de juny de 1999.
El desembre de 1999 es va establir una administració autònoma de les regions de Bay i Bakool. Al procés d'Arta (Djibouti) el 2000, l'ERR no hi va assistir. L'estat autònom de Somàlia del Sud-oest va quedar establert l'1 d'abril del 2002. Van esclatar conflictes en el si de l'ERR i els lloctinents de Shargudud, Sheikh Aden Madobe i Mohamed Ibrahim Habsade, es van revoltar i van ocupar Baidoa el 3 d'octubre del 2002; el 14 de desembre Shargudud, que conservava fortes posicions a Bay i Bakool, la va recuperar però es va haver de retirar el 16 de desembre. El 23 de setembre de 2003 Madobe i Shargudud es van reconciliar i van participar en el segon govern de transició (on foren els dos ministres), però el març del 2005 Habsade els va expulsar i va prendre el poder a la ciutat i rodalia, mentre Shargudud mantingué una base de poder a bona part dels dos districtes.
A finals del 2005 i primera meitat del 2006 la Unió de Corts Islàmiques de Somàlia va dominar la regió. Quan van amenaçar Baidoa, els etíops van intervenir; les forces invasores van dubtar un temps però el desembre del 2006 van enderrocar el govern de la Unió de Corts Islàmiques a Mogadiscio (28 de desembre).
A partir de la segona meitat del 2007 i la primera meitat del 2008, els islamistes van dominar altre cop la regió de Bay (i la de Bakool) excepte el districte de Baidoa, bé per mitjà de l'Aliança pel Nou Alliberament de Somàlia (creada el setembre del 2007) o el Moviment de la Joventut Mujahideen, i els respectius clans aliats.